# Arlington (Tennessee)
Arlington é uma vila localizada no estado norte-americano do Tennessee, no Condado de Shelby.

## Demografia
Segundo o censo norte-americano de 2000, a sua população era de 2569 habitantes. 
Em 2006, foi estimada uma população de 3693, um aumento de 1124 (43.8%).

## Geografia
De acordo com o United States Census Bureau tem uma área de 52,9 km², dos quais 52,9 km² cobertos por terra e 0,0 km² cobertos por água. Arlington localiza-se a aproximadamente 86 m acima do nível do mar.

## Localidades na vizinhança
O diagrama seguinte representa as localidades num raio de 16 km ao redor de Arlington. 